# 花町宮邦省親王
花町宮邦省親王（はなまちのみやくにみしんのう、正安4年（1302年）－天授元年9月17日（1375年10月12日））は、鎌倉時代末期から南北朝時代にかけての皇族。式部卿。後二条天皇の第二皇子で、同母兄に邦良親王（後醍醐天皇皇太子）。号は花町宮（はなまちのみや）。子に花町宮廉仁王及び禅守（大僧正東寺長者）。

## 経歴
7歳の時に父が病死、続いて兄の邦良親王が叔父である後醍醐天皇の皇太子となるが、病弱であったために祖父の後宇多法皇によって邦良親王の身に万が一の事態が生じた場合に備えて後二条流の「第二の皇胤」と位置づけられた。元亨元年3月19日（1321年4月17日）、法皇の計らいで後醍醐天皇の内裏で元服が行われて三品親王に叙せられ、後見として左大臣である洞院実泰が付けられ、同年9月には大宰権帥に任ぜられた。だが、3年後に祖父の後宇多法皇が崩御、続いてその2年後に兄の邦良親王が逝去した。そのため、邦省親王と洞院実泰は親王の立太子を図ったが、当時の関東申次西園寺実衡はこれに反対して持明院統の量仁親王（光厳天皇）を鎌倉幕府に推挙し、その意向通りになった。量仁親王立太子の翌年嘉暦2年（1327年）には洞院実泰が薨去する。
嘉暦4年（1329年）、邦省親王は秘かに鎌倉幕府執権北条守時に量仁親王の次の皇太子に自分を擁立するように依頼する書状を送った。だが、幕府からこのことの相談を受けた後醍醐天皇は自己の退位につながりかねないこの動き（邦省親王が皇太子になるには、後醍醐天皇が退位して現在の皇太子である量仁親王の即位が必要となる）に反発して反対を申し入れたために失敗に終わる。しかも、その間に邦良親王の遺児である康仁親王が成長しつつあった。そして、元弘元年（1331年）の元弘の変によって後醍醐天皇が隠岐に流され、鎌倉幕府が光厳天皇（量仁親王）を即位させた時に皇太子に選んだのは、康仁親王であった。
時は流れ、建武3年（1336年）、後醍醐天皇の建武政権を破って、持明院統の光明天皇（光厳上皇の弟）を擁立した足利尊氏は、当初は鎌倉幕府の両統迭立の原則を守る事を名目として後醍醐天皇の皇子成良親王を皇太子に擁立するが、間もなく後醍醐天皇が吉野に逃れて南朝を開いたために、成良親王は皇太子を廃されて、代わりに益仁親王（光厳上皇の子、崇光天皇）が皇太子となった。貞和4年（1348年）、光明天皇が皇太子に譲位すると知った邦省親王は室町幕府に対して両統迭立の原則に則って次の皇太子に自分を立てるように要望した。だが、幕府執事（後の管領）上杉重能の籌策（計略）によって握り潰された。重能は足利尊氏の弟直義の側近であり、皇統を北朝に一本化しようとする直義の意向を受けたものと考えられている。

## その後
応安2年11月13日（1369年12月12日）、68歳になった邦省親王は息子廉仁王に相伝の文書を譲るとともに置文を授けた（『大日本史料』第6編31所収）。この中で自身が祖父の後宇多法皇から「第二の皇胤」として認められた大覚寺統の正統な後継者であること、そして立太子に向けた数々の努力が実現されなかった事情を伝え、自分の亡き後は廉仁が皇位継承を果たしてほしいという希望が記されている。邦省親王はその後出家し、置文の作成から6年後に74歳で病死したことが、近衛道嗣の日記『愚管記』から判明している（永和元年9月17日条裏書「伝聞、入道式部卿邦省親王薨云々、後二条院皇子、続千載以来五代作者也、頗其例稀歟、今度勅撰不被待付奏覧、無念也」）。ところが、系図類には廉仁王は「早世」と伝えられて子孫の存在は伝えられていない。廉仁王薨去の時期が不明であるために邦省親王の薨去との前後関係は不明であるが、親王の死あるいはそれから程無い時期に花町宮と称された邦省親王の家系は断絶したと見られている（江戸時代に存在した花町宮は別の系統である）。
なお、邦省親王は和歌にも優れ、7つの勅撰和歌集に計38首採録されている（続千載和歌集3首・続後拾遺和歌集2首・風雅和歌集3首・新千載和歌集9首・新拾遺和歌集10首・新後拾遺和歌集3首・新続古今和歌集8首）。